# Sontra (Fluss)
Die Sontra ist ein 21,3 km langer, rechter bzw. südlicher Nebenfluss der Wehre im nordöstlichen Teil Hessens (Deutschland). 
Die Sontra entspringt im Stölzinger Gebirge im Landkreis Hersfeld-Rotenburg und fließt von dort durch den Werra-Meißner-Kreis. Die Quelle liegt auf 362,7 m ü. NN an den Hängen des Mosenbergs (485,8 m), der sich westlich von Cornberg-Königswald erhebt. 
Von dort fließt die Sontra durch Rockensüß nach Osten. Am südlichen Ortsrand von Berneburg fließt ihr von Süden das Cornberger Wasser und von Norden der Pfaffenbach zu.  Noch vor Sontra, das sie durchfließt, nimmt sie die Hasel auf und wendet sich dann nach Norden, wonach die Ulfe, die Datterpfeife und die Netra einmünden. 
Schließlich mündet die Sontra von Süden heranfließend auf 193,8 m Höhe bei Oetmannshausen, einem Ortsteil von Wehretal, in die von Westen kommende Wehre.
Der Name erscheint als Ortsname erstmals im Jahr 1232 (Suntraha). Er setzt sich zusammen aus dem althochdeutschen Wort suntar „von Süden kommend, nach Süden“ und der Endung -aha für Fließgewässer.